# La Princesse Casamassima
 (février 2017).
Si vous disposez d'ouvrages ou d'articles de référence ou si vous connaissez des sites web de qualité traitant du thème abordé ici, merci de compléter l'article en donnant les références utiles à sa vérifiabilité et en les liant à la section « Notes et références ».
La Princesse Casamassima (The Princess Casamassima) est un roman américain de Henry James, paru d'abord en feuilleton dans The Atlantic Monthly, puis en volume en 1886.

## Résumé
Amanda Pynsent, que tout le monde surnomme Pinnie, une couturière qui vit très modestement, a adopté Hyacinthe Robinson, le fils illégitime que sa vieille amie Florentine Vivier a eu avec un lord britannique. Plusieurs années auparavant, Florentine, une Française, a poignardé son amant à mort.
Hyacinthe Robinson, maintenant un jeune relieur londonien intelligent, mais indécis, répond à l'appel de l'anarchiste Paul Muniment et s'implique dans les milieux politiques radicaux. Il a aussi une petite amie Millicent Henning, fille assez commune, mais sympathique et animée. Un soir, le jeune couple va au théâtre où Hyacinthe rencontre la belle et radieuse princesse Casamassima, devenue elle-même une révolutionnaire, et qui vit séparée de son mari.
Hyacinthe se trouve bientôt impliqué dans un complot terroriste, bien que l'heure exacte et le lieu n'aient pas encore été arrêtés. Entre-temps, il rend visite à la princesse à sa maison de campagne et lui parle de ses parents. Quand il retourne à Londres, il trouve Pinnie mourante et la réconforte dans ses derniers jours. Il se déplace ensuite en France et en Italie grâce à son petit héritage. Ce voyage terminé concrétise la conversion du jeune homme à son amour avec la princesse, loin des préoccupations révolutionnaires. Pourtant, Hyacinthe ne cherche pas à se soustraire à son serment de commettre l'assassinat politique projeté, mais quand l'ordre arrive, il tourne l'arme contre lui.

## Commentaire
Ce roman, rare dans l'œuvre jamesienne de par le sujet traité, est souvent associé aux Bostoniennes qui évoque aussi le milieu politique.